# 류시원 황현정의 NOW
《류시원 황현정의 NOW》는 SBS에서 제작·방영되었던 화요일 밤 11시 5분에 방영되었던 연예, 스포츠계 화제 인물을 초대하여 이야기를 나누는 토크 쇼 프로그램이며 진행자는 류시원, 황현정이다.
한편, 메인 MC 류시원이 해당 프로그램을 통해 토크쇼 사회자 데뷔를 했으나 TV 프로그램 및 연예인의 홍보에만 치중했다는 점, 부적절한 언어 사용, 선정적이고 폭력적인 대화 등의 문제점으로 비난을 샀으며 이 과정에서 민주언론운동시민연합 방송모니터위원회가 선정한 2002년 4월 '이달의 나쁜 방송'에 선정되는 불명예를 안았고 결국 7개월 만에 프로그램이 막을 내려야 했다.
아울러, 유정현 전 아나운서 등이 메인 MC 물망에 올랐으나 모조리 실패하자 류시원이 간신히 발탁되어 《류시원 황현정의 NOW》(이하 NOW)로 제목이 결정됐는데 류시원은 《NOW》메인 MC를 맡으면서 이 프로그램 앞시간에 편성된 KBS 2TV 인기 월화 미니시리즈 《겨울연가》 캐스팅 제의를 뿌리쳤다.

## 진행자
- 류시원, 황현정

## 결방
- 2002년 1월 1일 - 《여인천하》 95~96회 연속
- 2002년 2월 12일 - 설 특선영화 《와일드 와일드 웨스트》편성[5]
- 2002년 6월 4일 - 8시부터 《한일 월드컵》<한국 VS 폴란드> 중계가 길어져서
- 2002년 6월 18일 - 《SBS 8 뉴스》월드컵 특집 편성 등으로 결방
- 2002년 6월 25일 - 7시 15분부터 《한일 월드컵》4강전 <한국 VS 독일> 중계가 길어져서
- 2002년 7월 2일 - 《2002 월드컵 영광과 좌절의 순간들》2부 편성[6]